# Ä
Ä, o ä, è una lettera che rappresenta una vocale in tedesco, estone, finlandese, svedese, emiliano,  slovacco.

## Scrittura al computer
| Sistema operativo | Windows        | Windows        | macOS                           | Linux                                         |              |
| Risultato atteso  | Combinazione 1 | Combinazione 2 | Combinazione                    | Combinazione                                  | Combinazione |
| ----------------- | -------------- | -------------- | ------------------------------- | --------------------------------------------- | ------------ |
| ä                 | Alt + 0 2 8    | Alt + 1 3 2    | Alt ⌥ + U seguiti da A          | ⇧ Maiusc + Alt Gr + . seguiti da A            |              |
| Ä                 | Alt + 0 1 9 6  | Alt + 1 4 2    | Alt ⌥ + U seguiti da ⇧ Maiusc A | ⇧ Maiusc + Alt Gr + . seguiti da ⇧ Maiusc + A |              |

Sulla tastiera italiana sotto sistema operativo Microsoft Windows, si usa la combinazione di tasti con la tastiera numerica.